# مقاطعة ووسارا (ولاية ويسكونسن)
مقاطعة ووسارا هي مقاطعة في ويسكونسن، بلغ عدد سكانها 24٬496  نسمة، في 2010، عاصمتها واوتوما.

## الموقع
تشترك في الحدود مع:
- مقاطعة بورتاغ
- مقاطعة ماركويت
- مقاطعة بورتج، أوهايو
- مقاطعة غرين ليك
- مقاطعة واوباكا
- مقاطعة وينيباغو (ويسكونسن)
- مقاطعة آدامز.

## التقسيمات الإدارية
- واوتوما.